# Comtat de Harju
Harju (en estonià Harjumaa) és un dels comtats en què es divideix Estònia. La seva capital és Tallinn. Segons cens de 2021 compta amb una població 614.567 habitants en una superfície de 4,328 Km2.

## Govern local
El govern del comtat (en estonià Maakonnavalitsus) és dirigit per un governador o maavanem, que és nomenat pel govern d'Estònia per un període de cinc anys. Des del 2005 el governador és Jaan Mark.

## Municipis
El comtat se subdivideix en municipis. Hi ha sis municipis urbans (o linnad, "ciutats") i 17 de rurals (o vallad, "comuns") al comtat de Harju.

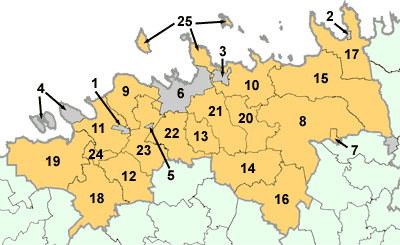
Municipis del comtat de Harju. Municipis urbans: 1 Keila, 2 Loksa, 3 Maardu, 4 Paldiski, 5 Saue, 6 Tallinn. Municipis rurals: 7 Aegviidu, 8 Anija, 9 Harku, 10 Jõelähtme, 11 Keila, 12 Kernu, 13 Kiili, 14 Kose, 15 Kuusalu, 16 Nissi, 17 Padise, 18 Raasiku, 19 Rae, 20 Saku, 21 Saue (municipi), 22 Vasalemma, 23 Viimsi

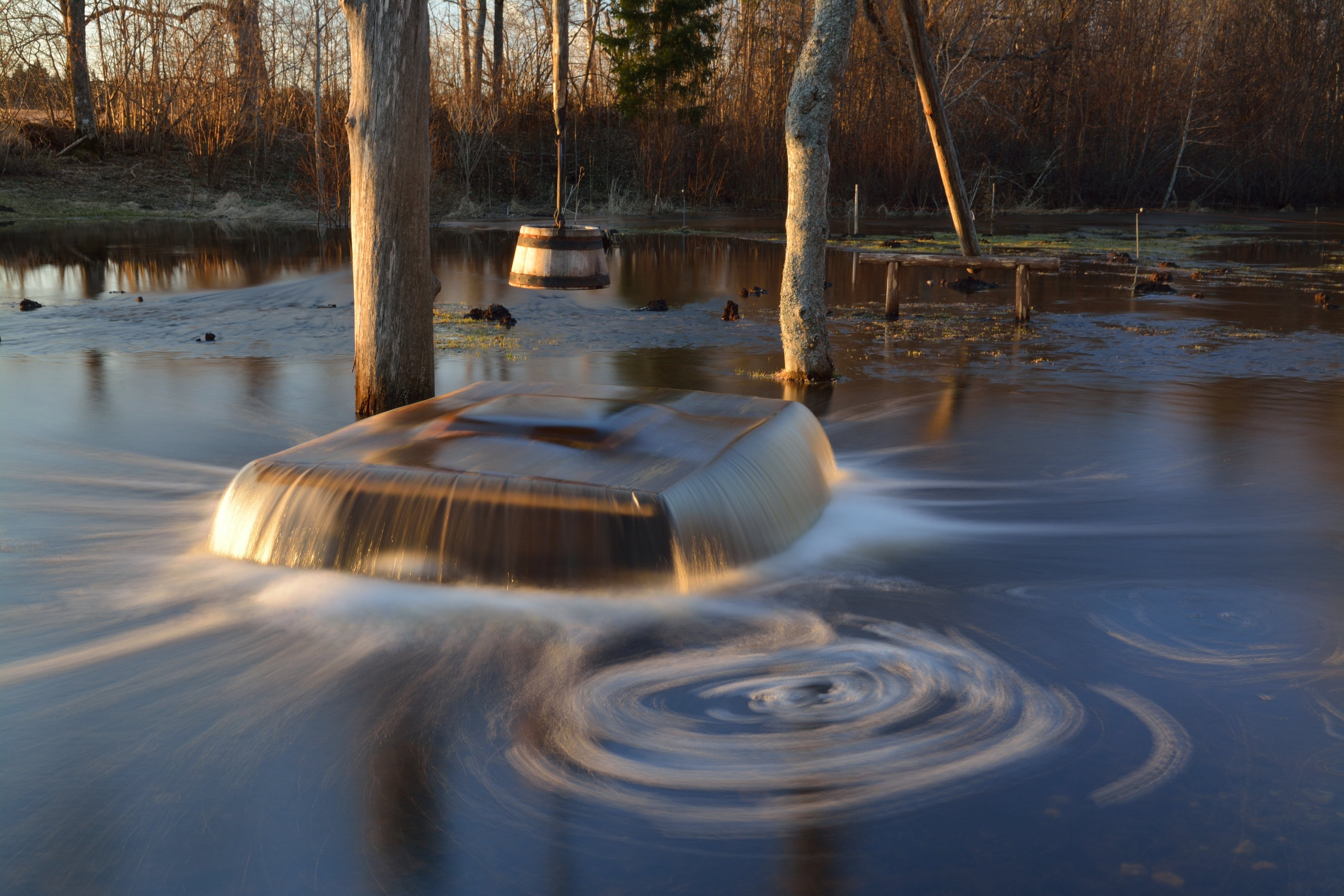
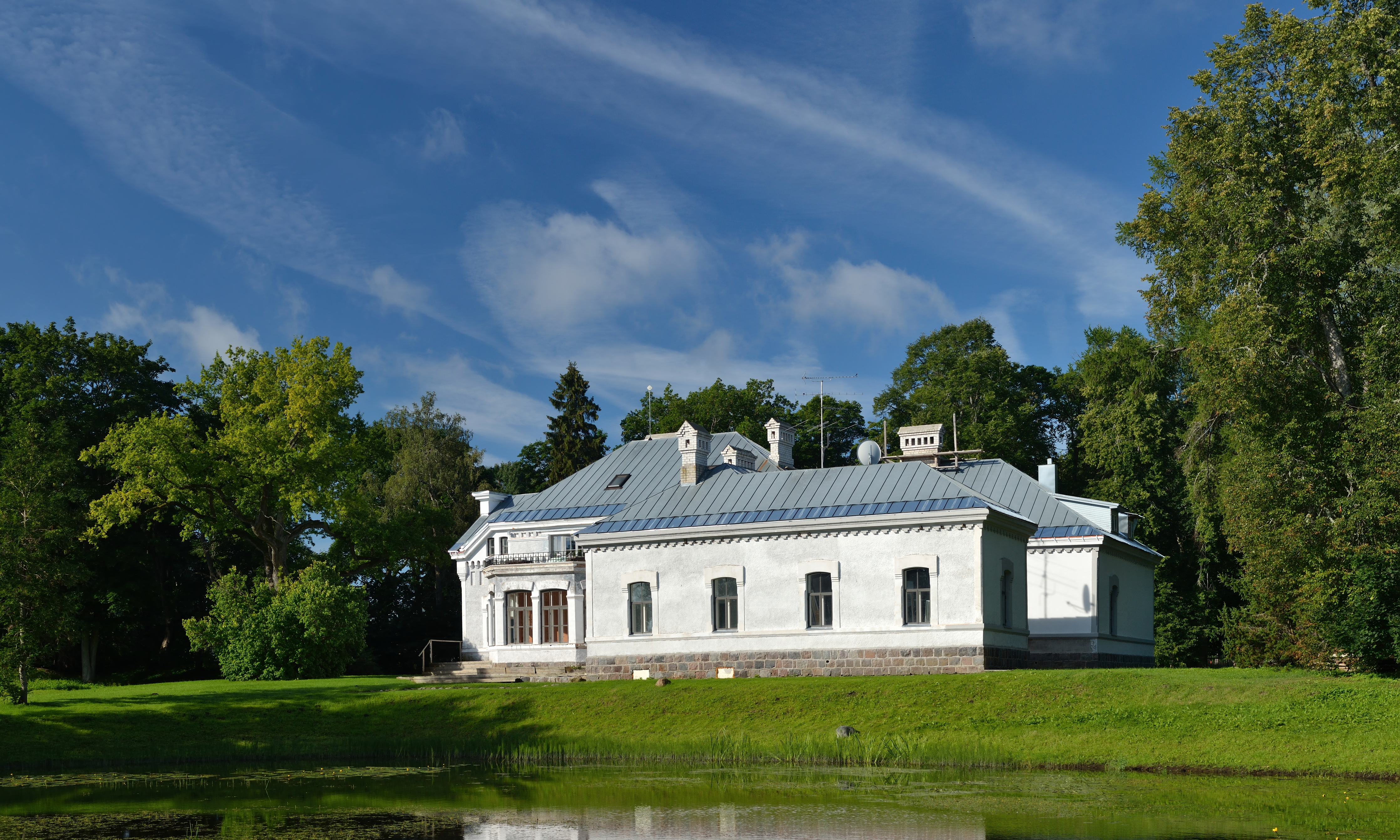
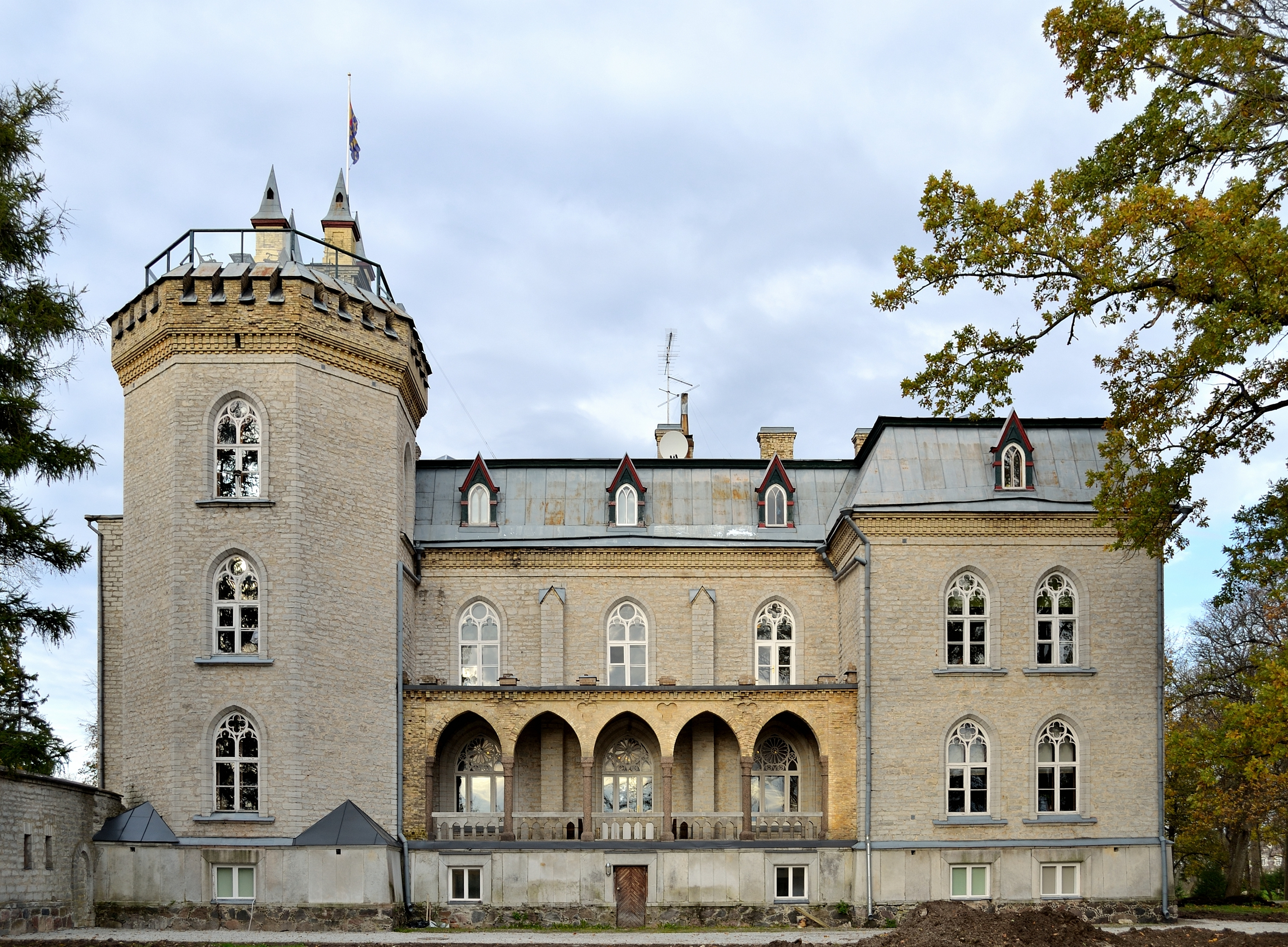
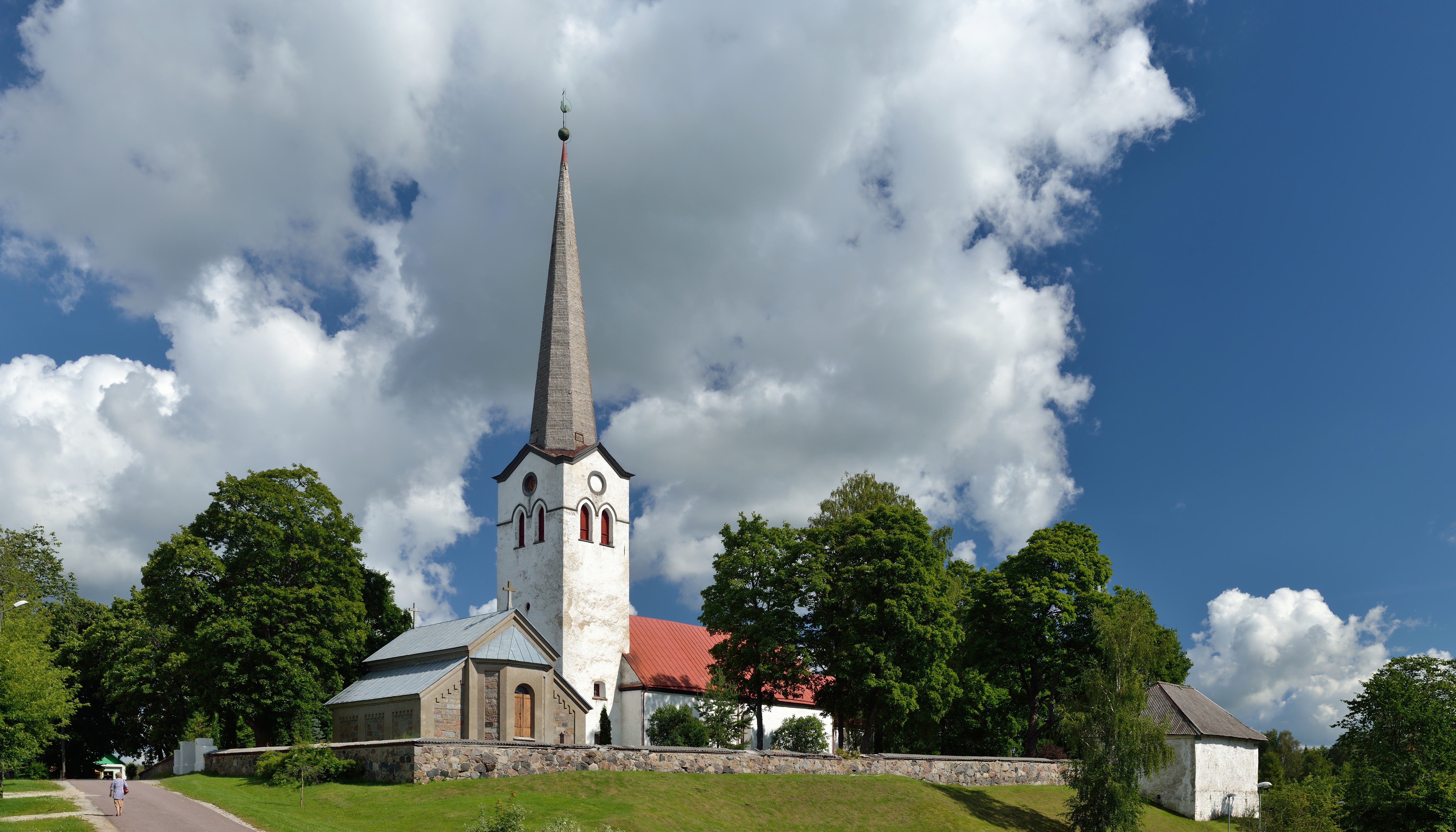
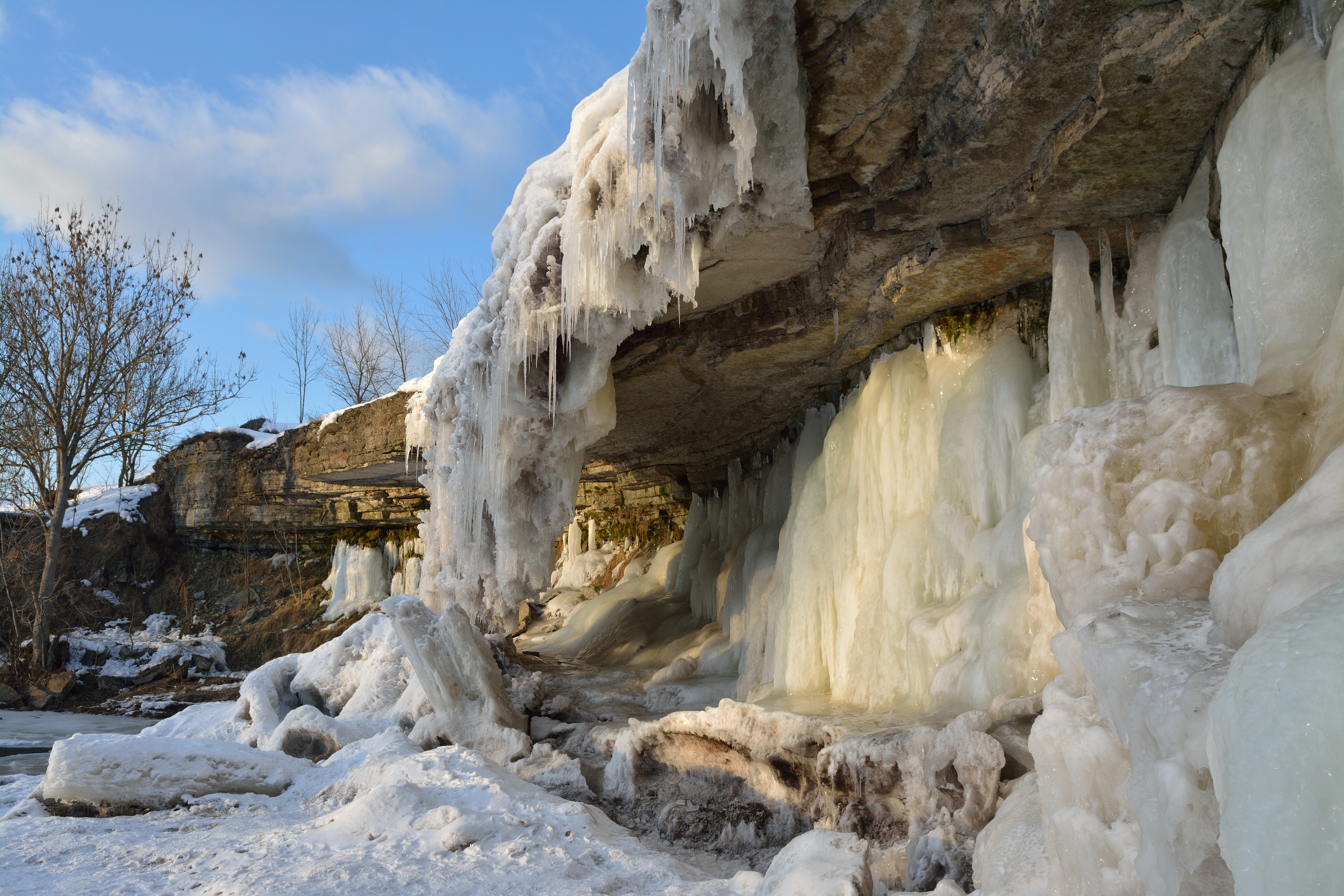
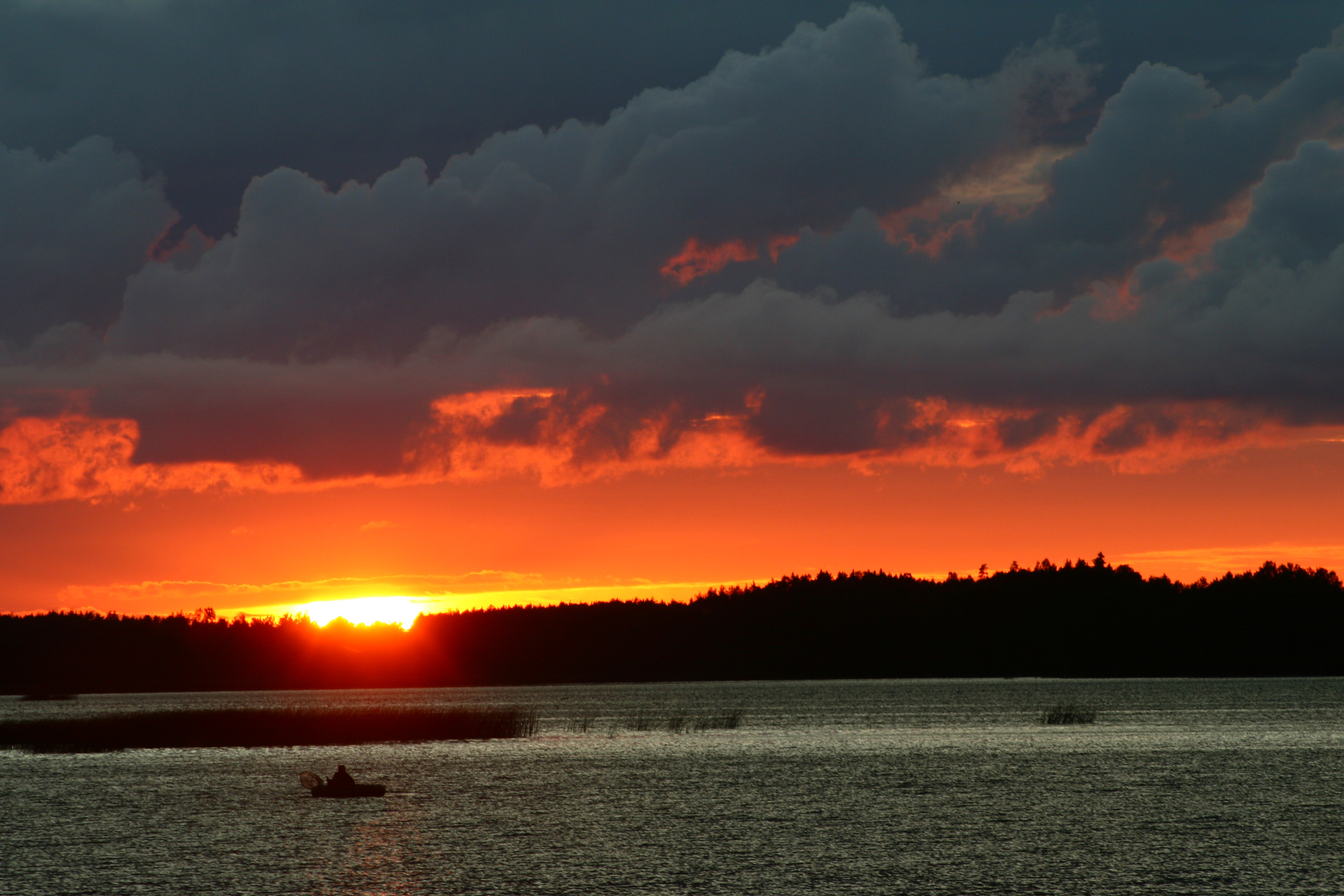